# Andrzej Towiański

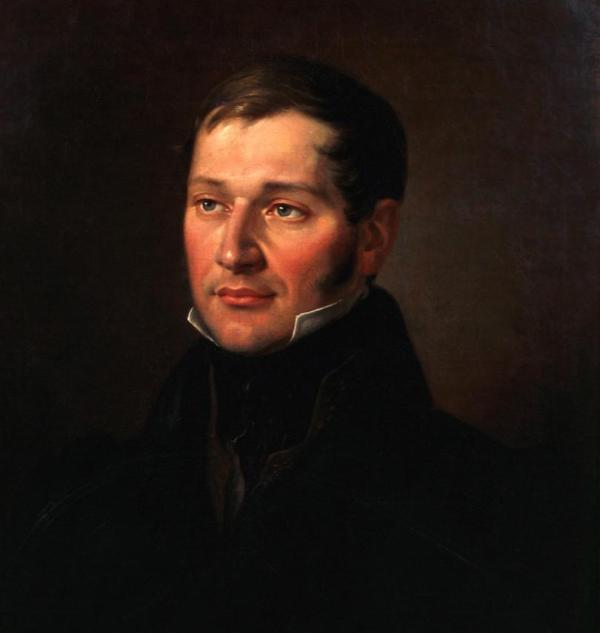
Andrzej Towiański

Andrzej Towiański (* 1. Januar 1799, † 1878) war ein in Litauen geborener polnischer messianischer Philosoph, Religionsreformer und Anführer der Towiański-Sekte, „der sich selbst als Erneuerer und Vollender des Christentums verstand“.

## Leben
Andrzej Towiański wurde 1799 in Antoszwińcie (heute Antašventė) bei Wilna in Litauen geboren. Er studierte an der Universität Vilnius und erwies sich schon damals als religiöser Mystiker. Er ließ sich 1840 in Paris nieder, wo er bald Einfluss unter den polnischen Emigranten und insbesondere unter Adam Mickiewicz (1798–1855), dem bedeutenden polnischen Dichter, gewann, der 1832 nach der Niederschlagung des Novemberaufstandes nach Paris emigriert war und 1840 dort den neugeschaffenen Lehrstuhl für Slawistik am Collège de France erhielt. Towiańskis religiöse Mystik stand in engem Zusammenhang mit dem polnischen Patriotismus. Nach Ansicht von Towiański verwirklichte die polnische Nation die Sache Gottes auf Erden, und sie würde eine große und glückliche Zukunft haben, wenn sie das Christentum in ihrem privaten und sozialen Leben umsetzt und zur Nation Gottes wird, als Beispiel für die Welt für ein christliches Leben.
In religiösen und sozialen Fragen war Towiański liberal. Er forderte die Abschaffung der Leibeigenschaft, die Gleichstellung der Frauen mit den Männern und die Sozialisierung des Landes. Seiner Meinung nach waren die führenden Nationen der Welt die Franzosen – er bewunderte Napoleon – und die Polen. Zunächst erhoffte er sich viel von den Russen, wurde aber von seinen Erwartungen enttäuscht. In ähnlicher Weise sah er später in den Ereignissen von 1870–1871, wie Gott die Franzosen bestrafte, als sie ihre früheren Ideale aufgegeben hatten. Towiańskis Anhänger gründeten eine Gesellschaft, die Towiańskis Ideen verfolgte. Towiańskis Einfluss auf den polnischen Messianismus war damals beträchtlich.
Towiańskis gesammelte Werke wurden 1882 in drei Bänden in Turin veröffentlicht. Ein Band Wybór pism i nauk („Auswahl von Schriften und Lehren“) erschien 1920 in der Reihe Biblioteka Narodowa.

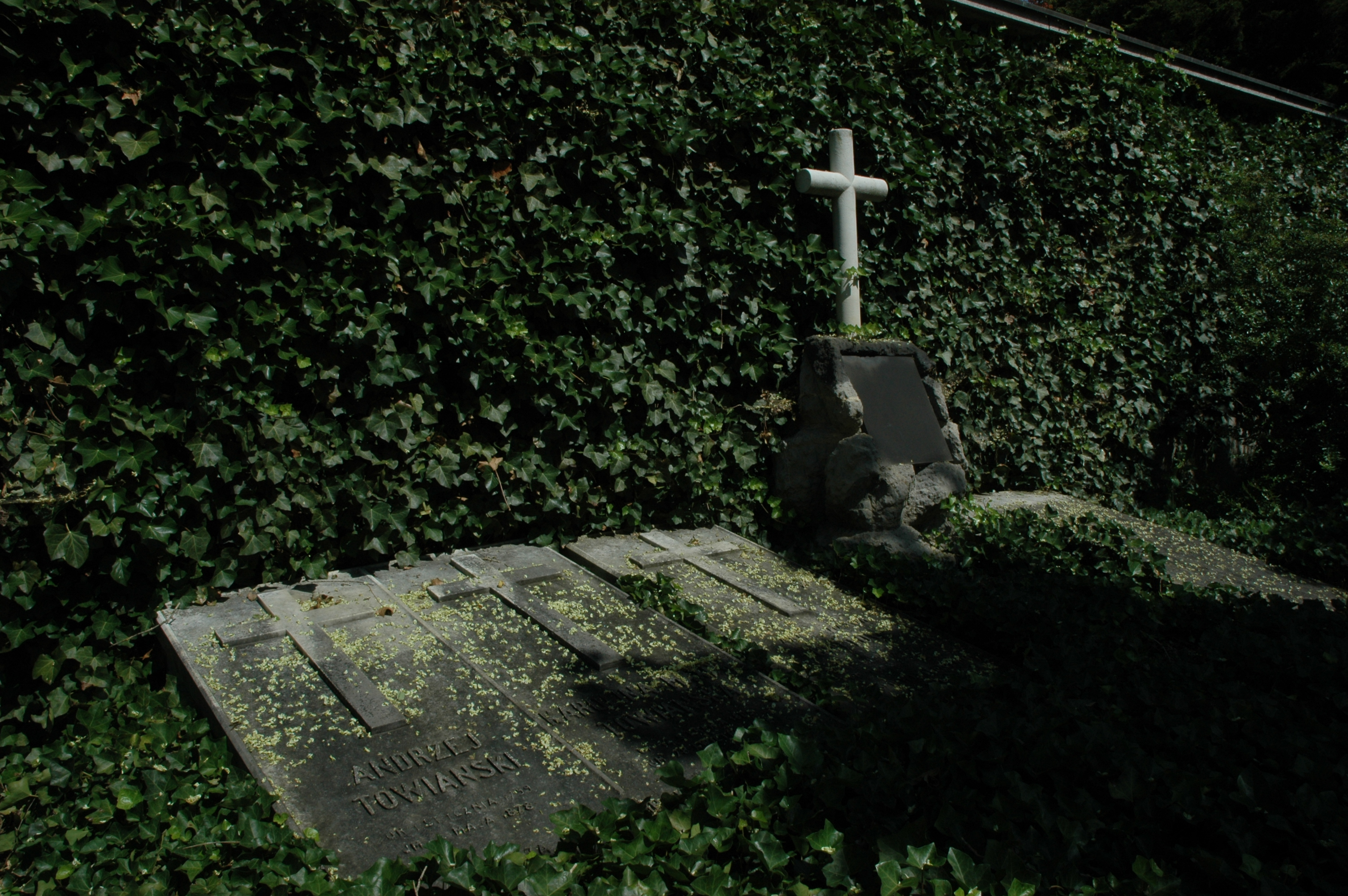
Gräber von Mitgliedern von Koło Sprawy Bożej und ihres Führers Andrzej Towiański auf dem Friedhof Sihlfeld

In der Wiener Dissertation von Marlis Lami werden Bezüge auf Bewegungen wie jene des Frühsozialisten Henri de Saint-Simon, der jüdischen Mystik und den Mesmerismus herausgearbeitet. Marlis Lami weist ferner darauf hin, dass nicht nur die erwähnten Vorlesungen der Jahre 1843–1844 von Mickiewicz auf den Index librorum prohibitorum kamen, sondern infolge seiner Gutachten 1858 auch Towiańskis Publikation Gastmahl.
Adam Mickiewicz ist der Verfasser von L’Église et le Messie („Die Kirche und der Messias“), des Hauptwerkes des sogenannten polnischen Messianismus über die heilsgeschichtliche Sendung des geknechteten polnischen Volkes zur geistigen Erneuerung Europas im Sinne eines christlichen Sozialismus. In seinen Vorlesungen über slawische Literatur am Collège de France in den Jahren 1843–1844 propagierte er die religiös-politischen Vorstellungen des Mystikers Towiański, seines ebenfalls emigrierten Landsmanns. Wegen staatsfeindlicher Agitation wurde Mickiewicz daraufhin 1844 suspendiert und Towiański 1848 außer Landes gewiesen. Towiański ging in die Schweiz, wo er bis zu seinem Tode lebte.

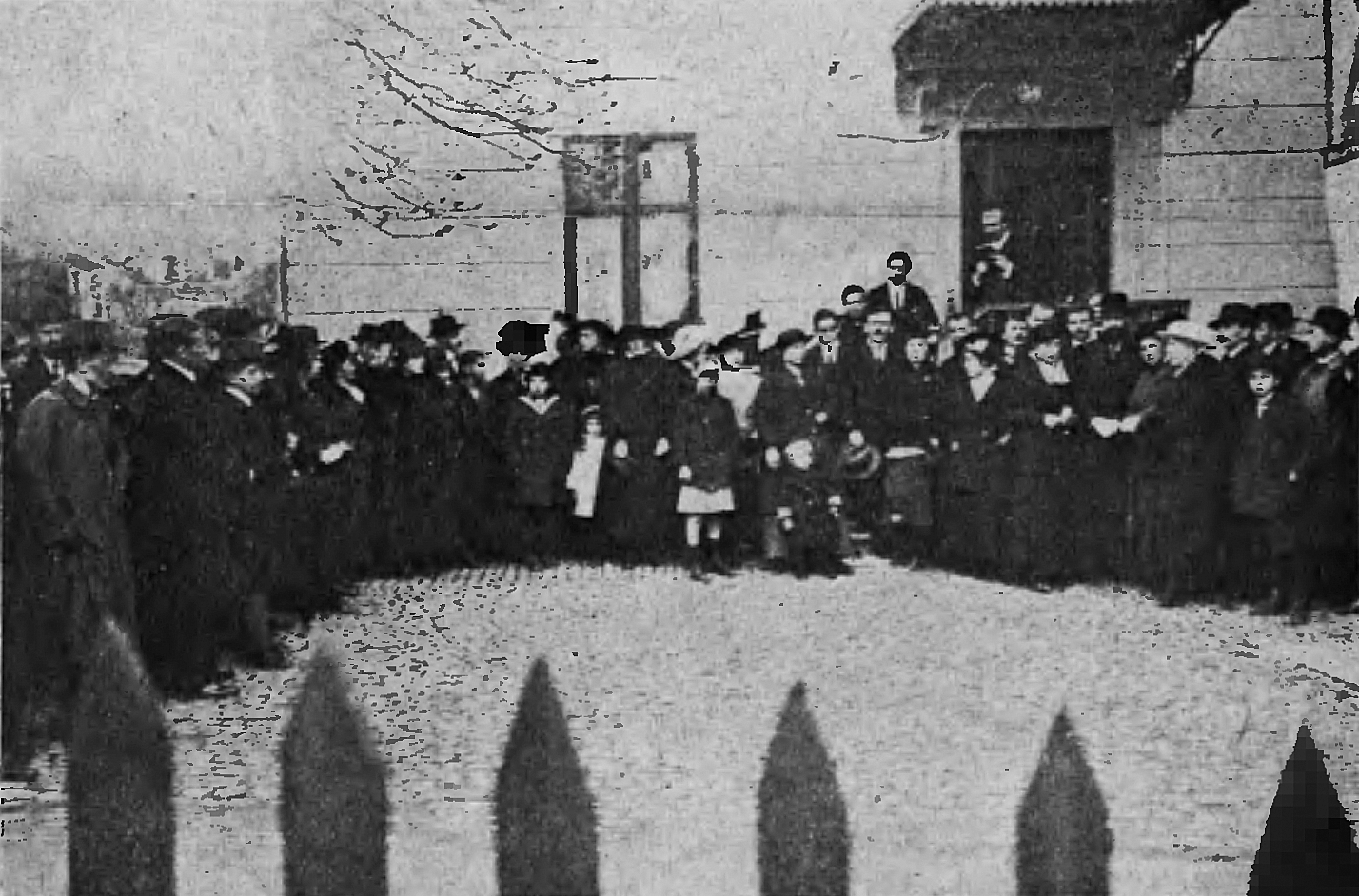
Enthüllung der Gedenktafel in Zürich

Sein Sterbehaus befindet sich in der Mainaustraße 56 in Riesbach (heute in Zürich eingemeindet), eine Gedenktafel dort trägt die Aufschrift: «Hier starb 1878 Andreas Towianski, polnischer Denker u. Moralist».

## Werke
- Pisma. T. 1-3. Turin 1882 (’Foto)
- Wybór pism i nauk. Vorbereitet von Stanisław Pigoń. 1920 (Biblioteka Narodowa, Band 8)